# Öschingen
Öschingen ist ein Stadtteil von Mössingen im Landkreis Tübingen in Baden-Württemberg (Deutschland).

## Geographie

### Lage
Öschingen liegt knapp vier Kilometer östlich von Mössingen am Fuß der Schwäbischen Alb. Es gliedert sich in den alten Ortskern im Westen und ein umfangreiches Einfamilienhaus-Neubaugebiet an den Hängen des Schömbergs im Osten. Sportanlagen, Waldfreibad und neuer Friedhof liegen im äußersten Osten des Ortes. Von Osten nach Westen wird der Ort vom Öschenbach gequert, einem Nebenbach der Steinlach. Der Ortskern liegt im Höhenbereich zwischen 540 und 560 m ü. NN. Die Höhen steigen jedoch nach Nordosten zum Schömberg und nach Südwesten zum Filsenberg mit 801,4 m ü. NN bzw. 801,5 m ü. NN an, der rund zwei Kilometer östlich liegende Roßberg ist 869 m hoch.

### Nachbarorte
Folgende Orte grenzen an Öschingen, sie werden im Uhrzeigersinn beginnend im Norden genannt: Die Reutlinger Stadtteile Bronnweiler und Gönningen, das Dorf Sonnenbühl, der Mössinger Stadtteil Talheim, Mössingen (Kernstadt), Nehren und Gomaringen.

## Geschichte

### Mittelalter
Die erste urkundliche Erwähnung Öschingens war im Jahr 1101 als Escingen. Die Wortbedeutung zeigt, dass es der Ort der Angehörigen eines Esco oder Asco gewesen sein muss, über den jedoch nichts bekannt ist. Um 1120 ist der Edelfreie Liutfridus de Eskingen genannt.
Ältester bekannter Grundherr war die Familie von Stöffeln, die Öschingen 1381 für 300 Pfund an den Grafen Fritz den Älteren von Zollern verkaufte. Im Zuge der Zollerischen Erbteilung erhielt Friedrich XII. (Hohenzollern) Öschingen 1402 und vermachte es elf Jahre später gemeinsam mit Mössingen seinem Bruder Fritzli, der es kurz darauf an Eberhard den Milden von Württemberg verkaufte.
Nach weiteren Verträgen zwischen Württemberg und Zollern (1415) wurde Öschingen 1456 endgültig württembergisch. Um 1430 hatten die Herren von First, die ab dem 11. Jahrhundert auf der Burg First zwischen Öschingen und Mössingen gelebt hatten, Güter vor Ort. Ebenfalls waren hier die Herren von Ow ab 1406 ansässig. Abgegangene Burgen befanden sich bei der Kirche (»Köbele«) und am nordwestlichen Ortsrand.

### Dreißigjähriger Krieg
Das Dorf hatte unter dem Dreißigjährigen Krieg sehr zu leiden. Bis auf eine alte Kapelle und drei weitere Gebäude brannte das gesamte Dorf ab. Noch sechs Jahre nach Kriegsende bewohnten gerade einmal 223 Einwohner das Dorf.

### Eingliederung nach Mössingen
Die bäuerliche Grundstruktur, die Öschingen prägte, ist noch heute erhalten. Bei der Eingliederung nach Mössingen am 1. Dezember 1971 bestand aber bereits eine neue, 1967 erbaute Schule mit Turnhalle (heute: Filsenbergschule als Grundschule). In den 1970er Jahren und später wurden neue Baugebiete ausgewiesen und ließen den Ort wachsen. Mitte der 1980er Jahre wurde die Ortsdurchfahrt (L 383) ausgebaut und mehrere Gebäude wiederhergerichtet. Ein neues Ortszentrum entstand ab 1987 mit Neubauten von Feuerwehrhaus und Bauhof, fünf Jahre später folgten Ortschaftsverwaltung, Bücherei, Bank, Laden und Wohnungen.
Im Wettbewerb Unser Dorf hat Zukunft errang Öschingen auf Landesebene in den Jahren 1995, 1998 und 2000 Bronzemedaillen.

### Bergrutsch

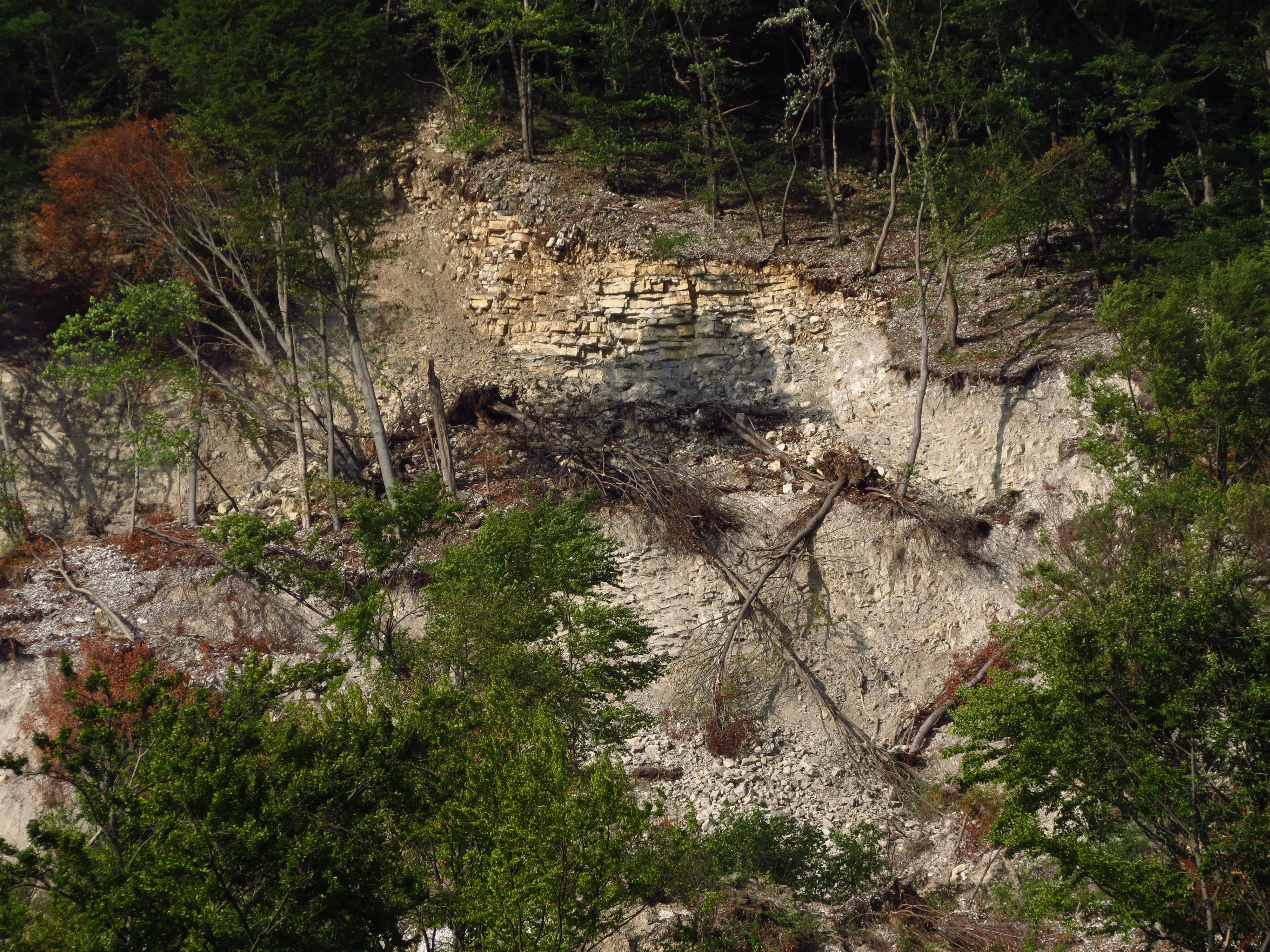
Bergrutsch vom 3. Juni 2013

Am 3. Juni 2013 ereignete sich nach anhaltenden Regenfällen am Hang des Dachslochberges ein Bergrutsch. In dessen Folge mussten 15 Wohnhäuser evakuiert werden, die durch die Entstehung von Rissen zum Teil unbewohnbar geworden sind. Der Bergrutsch ist als weiße Felsfront aus der Ferne sichtbar.

## Kultur und Sehenswürdigkeiten

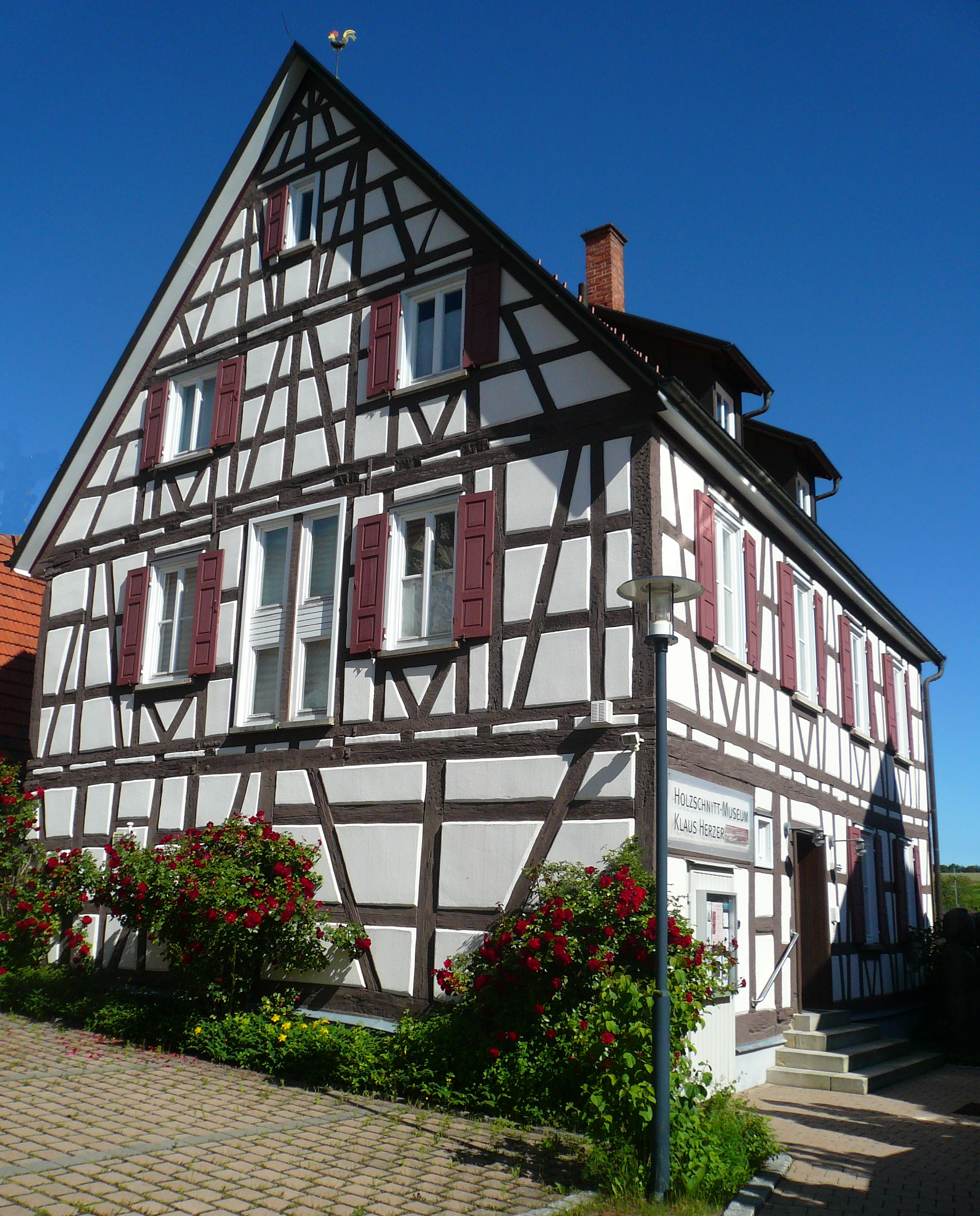
Ehemaliges Rathaus, heute Holzschnitt-Museum

Im früheren Rathaus des Ortes, dem Öschinger Schultheißenhaus (erbaut 1700), ist seit 2001 ein Museum, das Holzschnittmuseum Klaus Herzer eingerichtet. Über 1500 Holz- und Metalldrucke des in Öschingen wohnenden Künstlers werden hier im Wechsel gezeigt. Außerdem können Druckstöcke, Pressen und andere Utensilien eines Holzschnitzers besichtigt werden. Eine der hier ausgestellten Pressen stammt aus dem Besitz von HAP Grieshaber.
Die evangelische Martinskirche, 1813 im württembergischen Kameralamtsstil erbaut und 1814 eingeweiht; der untere Teil des Kirchturms stammt von der Vorgängerkirche. Die älteste der drei Kirchenglocken wurde Anfang des 14. Jahrhunderts gegossen. Das Pfarrhaus neben der Kirche wurde 1722 erbaut.

## Wirtschaft und Infrastruktur
Durch den Ort verläuft die Landesstraße 383. Das Waldfreibad im Ort konnte 2004 nur von der Schließung bewahrt werden, indem sich der Verein Freibadfreunde Öschingen e. V. gründete und den Betrieb übernahm.
Im Jahre 1911 erfolgte die Ansiedlung der Textilfabrik Christian Schöller aus Tailfingen. Nach der Insolvenz dieses Unternehmens übernahm die Textilveredlung Keller GmbH 1983 das Firmenareal. Im Öschinger Gewerbegebiet befinden sich u. a. die Siebfabrik Arthur Maurer GmbH & Co. KG, die Kuppler GmbH, die Präzisionsdrehteile fertigt, Schanz Bänder (Herstellung von Webbändern u. a.) und die Textilveredlung Keller GmbH.